# The Great Ace Attorney: Adventures
The Great Ace Attorney: Adventures (大逆転裁判 ‐成歩堂龍ノ介の冒険‐, Dai Gyakuten Saiban: Naruhodou Ryuunosuke no Bouken, bokstavligen "Stor helomvändningsrättegång: Ryuunosuke Naruhodous äventyr") är ett datorspel i genrerna visuell roman och äventyrsspel, som utvecklades och gavs ut av Capcom till Nintendo 3DS. Det släpptes den 9 juli 2015 i Japan, men planeras inte ges ut i västvärlden. Spelet är en spinoff från spelserien Ace Attorney, och utspelar sig i Japan och London under Meijiperioden (1868–1912); huvudpersonen är försvarsadvokaten Ryuunosuke Naruhodou, som är en förfader till Ace Attorney-figuren Phoenix Wright. Spelet regisserades av Shu Takumi, producerades av Shintaro Kojima, och komponerades för av Yasumasa Kitagawa och Hiromitsu Maeba, medan Kazuya Nuri designade spelets figurer.

## Spelupplägg
Spelaren tar upp rollen som försvarsadvokaten Ryuunosuke Naruhodou, och försvarar sina klienter i olika brottsfall. Spelupplägget liknar det i tidigare Ace Attorney-spel, med två sorters sektioner: utredningar, där spelaren undersöker brottsplatser och intervjuar vittnen; och rättegångar, där spelaren försvarar sin klient och korsförhör vittnen. I likhet med det tidigare spelet Professor Layton vs. Phoenix Wright: Ace Attorney kan spelaren förhöra flera personer samtidigt. Spelet inkluderar ett nytt element under utredningssekvenserna: "joint reasoning" (sv. "gemensamt resonemang"), i vilket Ryuunosuke och detektiv Sherlock Holmes samarbetar för att lösa mysterier; medan Holmes kommer på olika teorier, måste spelaren säga till när han tar sina teorier för långt och de inte längre är förankrade i verkligheten.

## Handling

### Miljö och figurer
The Great Ace Attorney utspelar sig delvis i Japan under Meijiperioden (1868–1912) och delvis i London under samma tidsperiod, till skillnad från huvudserien inom Ace Attorney, som utspelar sig i ett modernt Japan.
Spelet handlar om Ryuunosuke Naruhodou (成歩堂龍ノ介 Naruhodou Ryuunosuke?), en ung man som studerar till att bli försvarsadvokat, och som åker som utbytesstudent till London; han är en förfader till Ace Attorney-figuren Phoenix Wright. Bland andra figurer finns Ryuunosukes assistent Susato Mikotoba (御琴羽寿沙都 Mikotoba Susato?), en yamato nadeshiko som beskrivs som en "progressiv drömmare"; detektiv Sherlock Holmes (シャーロック・ホームズ Shaarokku Houmuzu?), som utreder brott tillsammans med Ryuunosuke; Iris Watson (アイリス・ワトソン Airisu Watoson?), en liten flicka som redan är doktor och författare; Ryuunosukes vän Kazuma Asougi (亜双義一真 Asougi Kazuma?), en advokatstudent som redan är kvalificerad för yrket, och som åker till Storbritannien för att slutföra sina studier; och åklagare Barok van Zieks (バロック・バンジークス Barokku Banjīkusu?), som kallas "dödsguden från Old Bailey".

## Utveckling

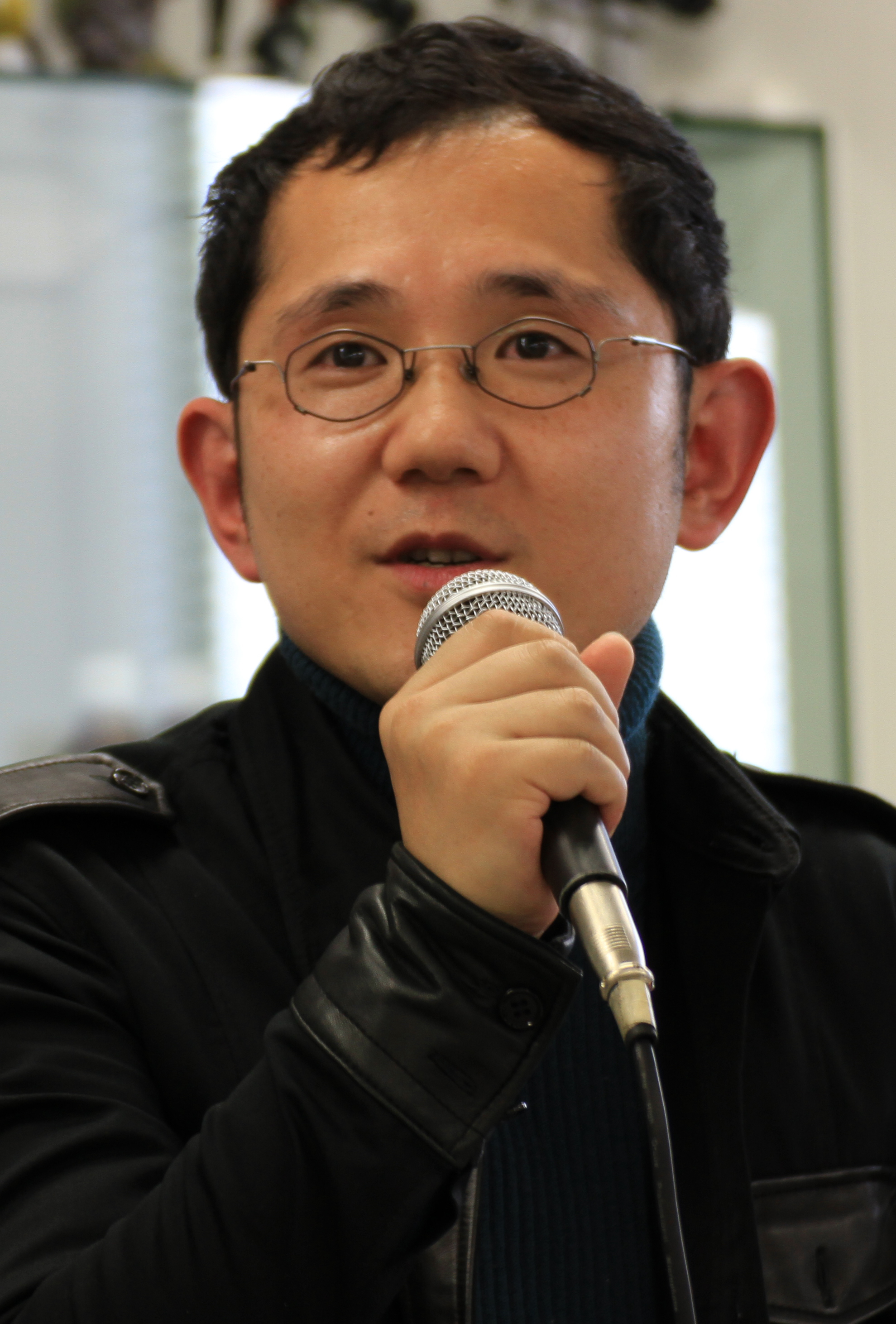
Spelet regisserades av Shu Takumi.

The Great Ace Attorney utvecklades av Capcom till Nintendo 3DS. Det regisserades av Shu Takumi, producerades av Shintaro Kojima, och komponerades för av Yasumasa Kitagawa och Hiromitsu Maeba, medan Kazuya Nuri designade spelets figurer. Spelet planeras vara den första delen i en serie.
Spelets utveckling påbörjades 2013, några månader efter att regissören Shu Takumis föregående projekt, Professor Layton vs. Phoenix Wright: Ace Attorney, hade kommit ut i Japan, när en "högt uppsatt" på Capcom bad honom att jobba på ett nytt Ace Attorney-spel. Takumi funderade på vad han ville göra, och övervägde att låta spelet handla om civilprocesser, när han kom ihåg ett uppslag till ett spel han hade kommit på tidigare: redan omkring år 2000 hade han idén om ett mysteriespel där en detektiv gör felaktiga slutledningar och spelaren måste rätta honom och leda honom mot sanningen. Han trodde att det skulle vara kul att kombinera idén med Ace Attorney, men hade inte förväntat sig att Capcom skulle godkänna det. Takumi hade länge velat göra ett Sherlock Holmes-spel, så han föreslog redan från början att The Great Ace Attorney skulle inkludera Holmes. Enligt Takumi hade han flera anledningar att ha med Holmes i spelet: dels spelmekaniken, men också som ett sätt att skilja spelet från Ace Attorney-huvudserien, då Holmes är från en annan tidsperiod än den som huvudserien utspelar. Detta ledde till att Takumi tänkte på hur Japan såg ut på den tiden, och till nya möjligheter vad gäller spelets mysterier.
Enligt Takumi var det en utmaning att skriva dialog och använda uttryck som passar för hur det japanska språket var under Meijiperioden, och att varken skriva för gammeldags eller modern dialog. Meijiperioden var en period då advokatyrket var något nytt i Japan, och då det var mycket fokus på att bli en del av "den nya världen" och att bli mer västerländskt, vilket enligt Takumi reflekteras i spelet. Ryuunosukes karaktär bygger på hur figuren Phoenix Wright skulle tala och bete sig om han levde under Meijiperioden. När utvecklingsteamet skrev en lista över förslag på namn till Ryuunosuke var just "Ryuunosuke" det förslag som kom fram först; det tog bara några sekunder för dem att bestämma sig för det. Susato bygger på samma koncept som hjältinnorna i tidigare Ace Attorney-spel: hon utformades för att vara "en perfekt partner" som det skulle vara kul att umgås med, då hjältinnorna i serien alltid är vid huvudpersonernas sida. Hennes namn valdes genom att sätta samman kanji-tecken som Takumi tyckte var vackra. Utvecklingsteamet valde att förändra "Sherlocks Watson" stort från originalet, då de ansåg att det skulle vara mer intressant om Watson inte vore ännu en engelsk gentleman.

### Figurdesign och grafik
Nuri designade figurer så att de skulle se enkla ut och samtidigt förmedla mycket information. Han hade för avsikt att få spelgrafiken att påminna om illustrationer, och ville med sin design förmedla känslan av de material som kläder och föremål från Meijiperioden är gjorda av. Figurerna designades för att vara delvis realistiska, då det behövdes mer realistiska ansiktsuttryck och rörelser. Vittnena och jurymedlemmarna designades dock för att vara mer stiliserade, för att spelaren omedelbart ska kunna känna igen dem när han eller hon ser dem sitta bredvid varandra.
Ryuunosuke designades för att ha "den vassa looken av en universitetsstudent", vilket gick problemfritt, men det tog lång tid att designa hans frisyr; Takumi ville att frisyren skulle kännas igen från hans silhuett, men sade att de flesta personer i Meijiperioden hade enkla frisyrer. Nuri provade med de olika frisyrer som fanns på den tiden, och designade omkring 50 varianter. Susato designades för att vara en elegant japansk kvinna; på grund av den period spelet utspelar sig i bestämdes det att hon skulle ha kimono på sig. Takumi hade flera idéer kring olika saker hon skulle kunna hålla i, men det bestämdes att det var bäst att låta hennes design vara enkel, som kontrast till designen för figurerna från England. Flera olika varianter gjordes till Holmes design, däribland "deprimerade", "söta", "äventyrliga", "mörka" och "sovande" varianter; till slut valdes en variant på hur Holmes traditionellt framställs, som kontrast till hans personlighet. Han gavs en pistol som kontrast till Ryuunosukes svärd. Iris utformades för att se bra ut på bild tillsammans med Holmes, och involverade gotiska element, samt element av en "galen vetenskapsman". Asougis kläder designades med influens från både japansk och västerländsk kultur; hans pannband som fladdrar i vinden var något som Nuri verkligen ville ha med, och var något de bara kunde åstadkomma med 3D-grafik. Van Zieks designades för att ge ifrån sig en "mörk aura", med element från vampyrer, vargar och fallna änglar.
Till skillnad från tidigare Ace Attorney-spel är både figurerna och omgivningarna helt i 3D. Liksom i Takumis tidigare spel Ghost Trick: Phantom Detective använder sig grafiken av strålkastare som lyser upp figurerna medan de dansar; detta var något som inte tidigare hade gjorts i Ace Attorney-serien. Till vissa av animationerna användes motion capture av den före detta Takarazuka Kagekidan-skådespelerskan Shiotsuki Shuu; då Ace Attorney-serien är känd för sina poser och rörelser användes detta för att göra animationen mer dynamisk.

## Lansering
Spelet gavs ut av Capcom till Nintendo 3DS den 9 juli 2015 i Japan. Enligt Capcom France planeras spelet inte ges ut i västvärlden. Spelet finns tillgängligt i flera olika utgåvor: det finns en limited edition som, utöver spelet, inkluderar en låda baserad på Holmes portfölj, kramdjur baserade på Holmes och Iris, samt en knappnål, vykort och ett klistermärke; en annan utgåva inkluderar spelet, ett soundtrack-album och en samling med illustrationer; slutligen finns det en utgåva som inkluderar spelet och alla föremål från de andra två utgåvorna. Personer som förhandsbeställde spelet fick tillgång till ett The Great Ace Attorney-tema till Nintendo 3DS-konsolens startmeny. Den japanska organisationen Computer Entertainment Rating Organization har givit spelet åldersrekommendationen B, vilket innebär att de rekommenderar att spelare är minst 12 år gamla.
Efter att spelet gavs ut började Capcom att släppa kortare berättelser i form av nedladdningsbart innehåll; totalt planeras åtta sådana berättelser att ges ut. Med berättelserna följer även "bakom kulisserna"-filmklipp om spelets utveckling, musik, röstklipp, bilder och teman till konsolens startmeny.

### Marknadsföring
Den 27 december 2013 tillkännagav Capcom att Shu Takumi höll på att utveckla ett nytt spel som planerades presenteras 2014, men det nämndes inte att spelet var relaterat till Ace Attorney. Den 13 februari 2014 avslöjade Nintendo under en japansk Nintendo Direct-sändning att Takumis spel är ett "helt annorlunda" Ace Attorney-spel, och att det utvecklades till Nintendo 3DS.
Från juni till september 2015 hålls ett escape the room-event i 32 städer i Japan, där deltagare tar rollen som advokatsstuderande och i grupper försöker lösa ett mysterium och ta sig ut från ett rum genom att lösa pussel och hitta motsägelser i vittnesmål.

## Mottagande
| Mottagande      | Mottagande         |
| Recensionsbetyg | Recensionsbetyg    |
| Publikation     | Betyg              |
| --------------- | ------------------ |
| Famitsu         | 35/40 (9, 9, 9, 8) |

Den japanska speltidningen Famitsu gav spelet betyget 35/40, bestående av delbetygen 9, 9, 9 och 8.

### Försäljning
The Great Ace Attorney var det näst bäst säljande datorspelet i Japan under sin debutvecka, efter Yo-Kai Watch Busters, med 135 690 sålda exemplar. Veckan därpå sjönk spelet till fjärde plats, med 23 917 sålda exemplar; under sin tredje vecka sjönk det till tolfte plats, med 9 554 sålda exemplar; under sin fjärde till femtonde plats, med 6 090 sålda exemplar; och under sin femte till sextonde plats, med 4 554 sålda exemplar. Veckan därpå steg spelet till femtonde plats med 4 529 sålda exemplar. Under sin sjunde vecka sjönk det igen till nittonde plats med 2 283 sålda exemplar, och veckan därpå placerade det sig inte längre på Media Creates veckovisa topp 20-lista. Vid slutet av 2015 var spelet årets 31:e bäst säljande datorspel i Japan, med totalt 183 131 sålda exemplar.

### Fotnoter
1. ↑  I de lokaliserade versionerna av spelen i serien har handlingen istället förlagts till Los Angeles.[6]
2. ↑  Personifiering av bilden av "den perfekta japanska kvinnan".